# Gulbröstad fruktätare
Gulbröstad fruktätare (Pipreola aureopectus) är en fågel i familjen kotingor inom ordningen tättingar.

## Utbredning och systematik
Gulbröstad fruktätare delas in i tre underarter:
- Pipreola aureopectus decora – förekommer i Sierra Nevada de Santa Marta (nordöstra Colombia)
- Pipreola aureopectus aureopectus – förekommer i subtropiska Anderna i östra Colombia och västra Venezuela
- Pipreola aureopectus festiva – förekommer i kustbergen i norra Venezuela

## Status
Trots det begränsade utbredningsområdet och att den tros minska i antal anses beståndet vara livskraftigt av internationella naturvårdsunionen IUCN.